# Visions of Johanna
"Visions of Johanna" é uma canção escrita pelo músico norte-americano Bob Dylan e lançada em seu álbum Blonde on Blonde, de 1966. Vários críticos aclamaram a música como uma de suas maiores realizações como compositor, elogiando a alusividade e a sutileza da linguagem. A revista Rolling Stone a incluiu em sua lista das 500 Maiores Canções de Todos os Tempos. Em 1999, Sir Andrew Motion, poeta laureado do Reino Unido, a listou como sua candidata para a maior letra de música já escrita.
Dylan a gravou pela primeira vez em Nova Iorque em novembro de 1965, sob o título de "Freeze Out", mas estava insatisfeito com os resultados. Quando as sessões de gravação de Blonde on Blonde foram transferidas para Nashville em fevereiro do ano seguinte, tentou a composição novamente com músicos diferentes, e decidiu lançar essa performance. Todas as versões alternativas da música foram lançadas oficialmente, mas algumas apenas num conjunto de colecionadores de edição limitada: muitas delas são de novembro de 1965 ou faixas não editadas de estúdio posteriores a 1966, e outras duas são performances ao vivo de sua turnê mundial de 1966.
Numerosos artistas gravaram versões cover da música, incluindo o Grateful Dead, Marianne Faithfull e Robyn Hitchcock.

## Gravação
Clinton Heylin situa a escrita de "Visions of Johanna" no outono de 1965, quando Dylan estava morando no Hotel Chelsea com sua esposa grávida, Sara. Heylin observa que "neste hotel déclassé ... os tubos de calor ainda tossem", referindo-se a um verso da música. Greil Marcus relata que quando foi lançada, a história era que "a música havia sido escrita durante o grande apagão da costa leste de 9 de novembro de 1965."

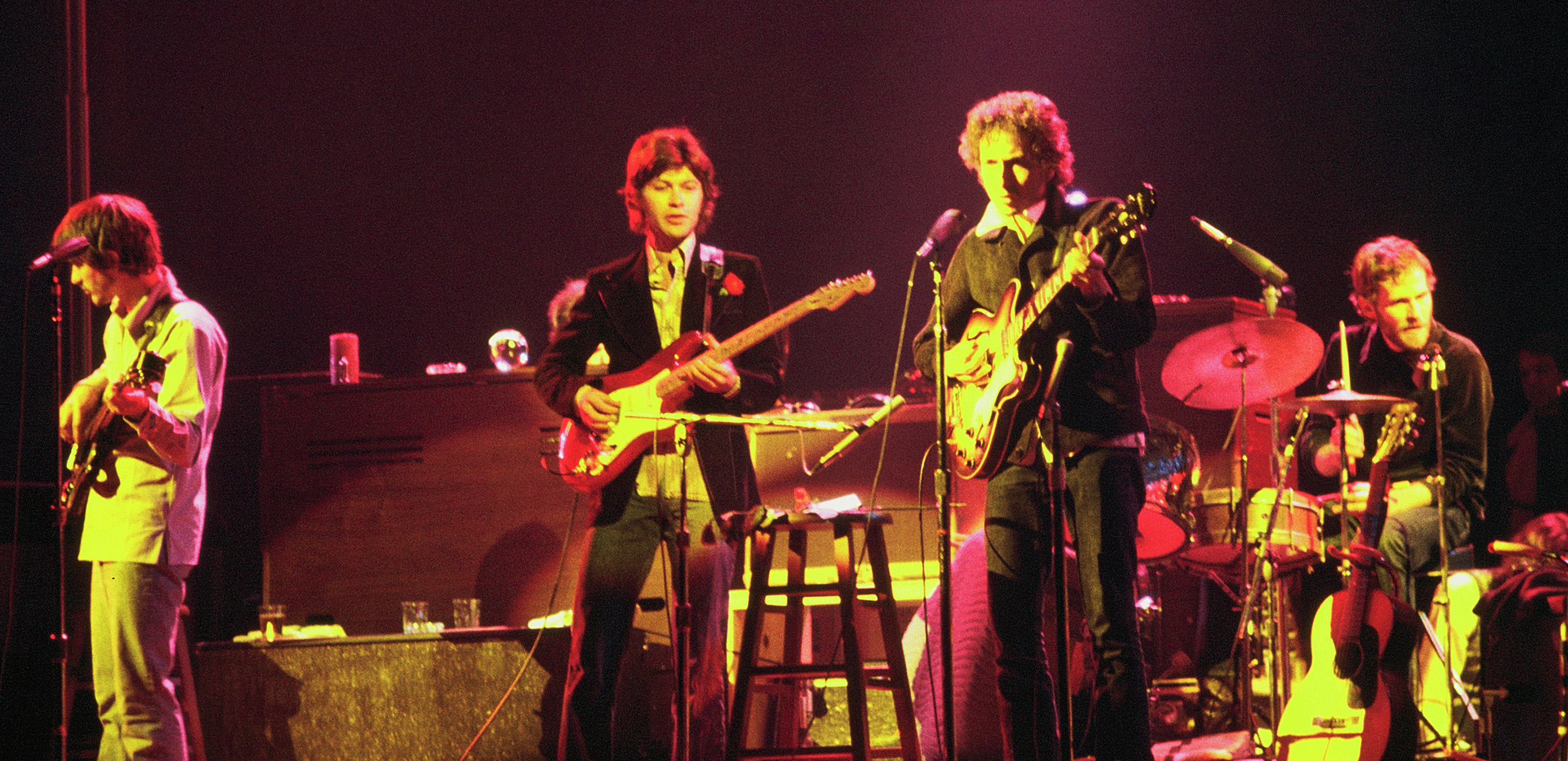
Dylan se apresenta com The Band em sua turnê de 1974. A primeira tentativa do músico de gravar "Visions of Johanna" em 1965 foi apoiada por membros deste grupo, conhecido em sua encarnação anterior como The Hawks.

Essa música foi gravada pela primeira vez, apoiada pelo The Hawks, no estúdio de gravação da CBS em Nova Iorque, em 30 de novembro de 1965, anunciando sua nova composição com as palavras: "Esta se chama 'Freeze Out'." Andy Gill observa que este título de trabalho captura o "ar de suspensão noturna em que os quadros de versos são esboçados ... cheios de sussurros e murmúrios." De acordo com Marcus, o cantor apresentou a música em performances ao vivo em 1966 com as palavras: "Parece um congelamento."
Algumas das gravações de Nova Iorque estavam com ritmo acelerado e tinham no quinto verso a frase adicional "Ele examina o código do rouxinol." O historiador Sean Wilentz, em seu livro Dylan In America, ouviu atentamente as gravações das sessões de Blonde on Blonde, e descreve como o cantor guiou os músicos de apoio de Nova Iorque em quatorze tomadas, tentando explicar como ele queria "Visions of Johanna". Em um ponto, Dylan diz: "Não é hard rock. A única coisa que é hard é o Robbie." Analisando a evolução da música na apresentação de gravação, Wilentz escreve que Dylan "acalma as coisas, aproximando-se do que eventualmente aparecerá em Blonde on Blonde — e ainda não está certo." Várias tomadas completas da música foram gravadas em 30 de novembro, incluindo uma com uma batida de rock com tempo acelerado, tendo o acompanhamento de cravo, e outra com um tempo parecido com uma marcha, que foi lançado em The Bootleg Series Vol. 7: No Direction Home: The Soundtrack em 2005.
A música foi encaixada quando o cantor foi persuadido por seu produtor, Bob Johnston, a transferir as gravações para Nashville, Tennessee. Durante seu primeiro dia no estúdio CBS Nashville, em 14 de fevereiro de 1966, a versão do álbum foi gravada. Em uma entrevista com Andy Gill, Al Kooper disse que ele e o guitarrista Robbie Robertson ficaram sensíveis às nuances do vocal. Kooper acrescentou que "é muito importante o que o baixo de Joe South estava fazendo"; também descreveu como "ritmicamente incrível essa latejante parte do baixo". Outros músicos de apoio foram Charlie McCoy, guitarra, Wayne Moss, guitarra e Kenneth Buttrey na bateria.

## Apresentações ao vivo e gravações

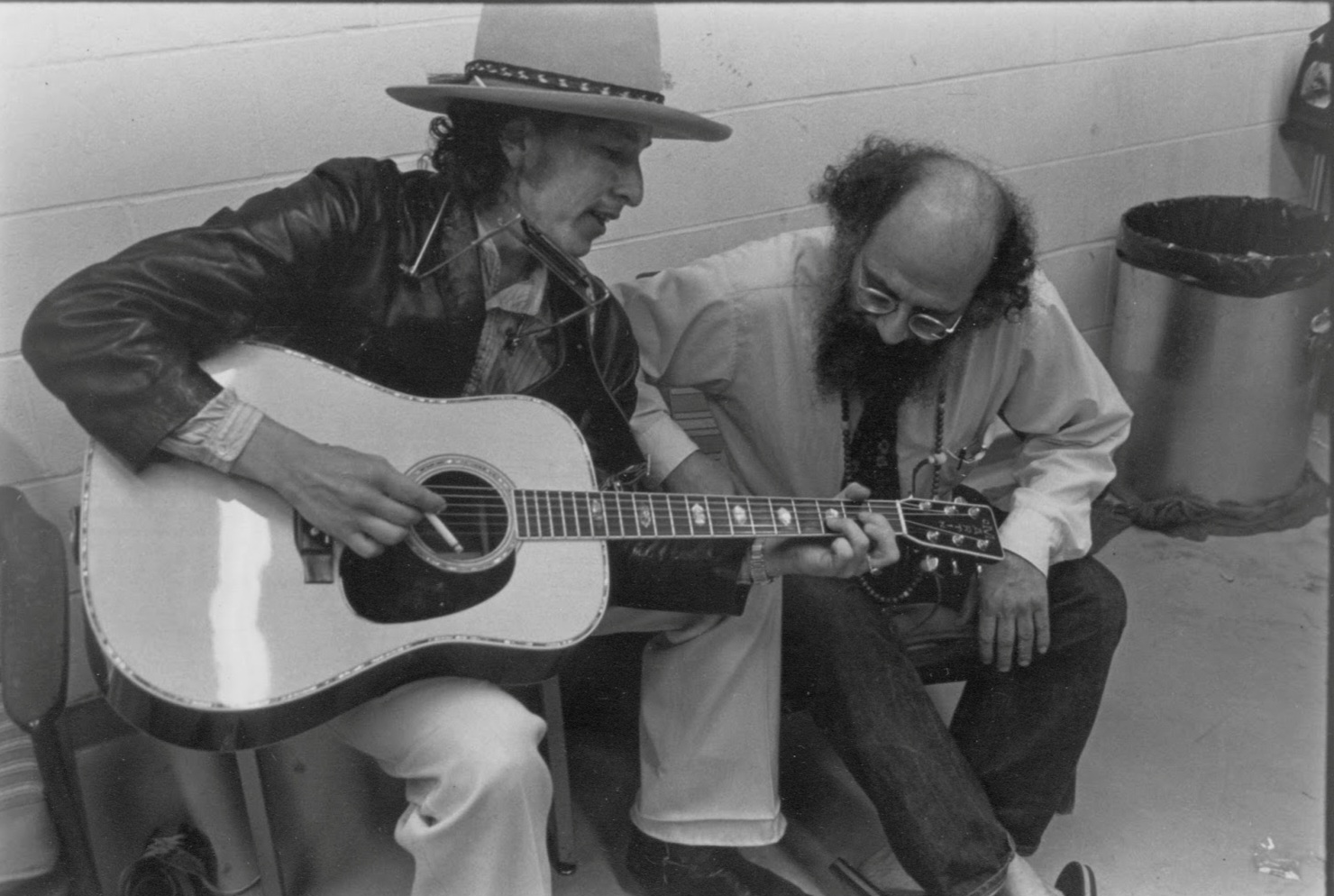
Dylan toca uma canção para Allen Ginsberg durante o Rolling Thunder Revue de 1975. A técnica poética de Ginsberg foi citada como uma influência no músico na época em que escreveu "Visions of Johanna"

Dylan apresentou "Visions of Johanna" pela primeira vez em público em 4 de dezembro de 1965, no Berkeley Community Theatre. Neste concerto estava presente Joan Baez, que acreditava que as letras se referiam a ela. Ela disse: "Ele tinha acabado de escrever 'Visions of Johanna', que soou muito suspeito para mim ... ele nunca tinha feito isso antes e Neuwirth disse a ele que eu estava lá naquela noite e ele o fez." Heylin sugere que, se Dylan fez isso para qualquer pessoa naquela noite, foi para Allen Ginsberg, que também estava presente." Heylin argumenta que Dylan considerava Ginsberg uma influência importante em suas composições neste momento, e estava ansioso para mostrar a música para o poeta beat.
Todas as versões ao vivo gravadas durante a turnê de 1966 na Inglaterra foram lançadas. A apresentação da música no Royal Albert Hall, em Londres, 26 de maio de 1966, apareceu em Biograph, lançada em 1985. Perguntado por Cameron Crowe, pelas notas para Biograph, como ele conseguia lembrar as palavras de uma música tão complexa na performance ao vivo, Dylan respondeu: "eu poderia lembrar de uma música sem escrever porque era tão visual." Uma performance da música gravada no Free Trade Hall de Manchester em 17 de maio de 1966 foi lançada no The Bootleg Series Vol. 4: Bob Dylan Live 1966, The "Royal Albert Hall" Concert em 1998. Além disso, uma performance da música em 6 de maio, gravada em Belfast, foi incluída no Live 1962-1966: Rare Performances From The Copyright Collections, lançado em 2018.
Em 11 de novembro de 2016, a Legacy Recordings lançou um conjunto de 36 CDs, The 1966 Live Recordings, que inclui todas as gravações conhecidas da turnê de Bob Dylan em 1966. As gravações começam com o show em White Plains, Nova Iorque, em 5 de fevereiro de 1966, e terminam com o concerto do Royal Albert Hall, em Londres, em 27 de maio. O conjunto contém 18 performances ao vivo de "Visions of Johanna", todas apresentando Dylan solo no violão (a performance de 26 de maio de 1966 foi incluída no álbum lançado separadamente, The Real Royal Albert Hall 1966 Concert).
As sessões de gravação em estúdio foram lançadas na íntegra na edição de 18 discos de The Bootleg Series Vol. 12: The Cutting Edge 1965–1966 em 6 de novembro de 2015, com destaques das gravações de 30 de novembro de 1965 aparecendo nas versões de 6 e 2 discos daquele álbum. A versão de 18 discos contém 11 tomadas da música gravadas em Nova Iorque em 30 de novembro; contém mais quatro tomadas da música gravada em Nashville em 14 de fevereiro de 1966.

## Interpretação
Observando como a popular "Visions of Johanna" permanece entre os "dylanófilos hardcore", Andy Gill sugere que é a qualidade enigmática da música que é responsável por sua popularidade — "sempre à beira da lucidez, mas ainda assim impermeável à estrita decifração". Escreve ainda que a música começa contrastando duas amantes, a carnal Louise e "a mais espiritual, mas inatingível" Johanna. Em última análise, para Gill, a música procura transmitir como o artista é obrigado a continuar se esforçando para buscar alguma visão ilusória de perfeição.
Clinton Heylin descreveu o que ele interpreta como as circunstâncias estranhas em torno da música. Escrita por volta da época do casamento de Dylan com Sara Lownds, a descreve como "uma das músicas mais estranhas já escritas por um homem que acabou de se casar e está aproveitando uma breve lua-de-mel na cidade". Notando que a música é uma elegia para uma amante do passado, especula que é "muito tentador ver Johanna como sua musa" que, na música, "não está aqui". Para Heylin, o triunfo da canção está no "modo como Dylan consegue escrever sobre os sentimentos mais incipientes de uma maneira tão vívida e imediata".
O crítico Michael Gray também elogia a sutileza da música. Ele reconhece que é difícil dizer "sobre" o que é essa música, pois é ao mesmo tempo indefinível e precisa. Para Gray, sua principal conquista está na maneira como ele confunde categorias, usando a linguagem para ser simultaneamente séria e irreverente, delicada e grosseira, e misturando a "neo-filosofia abstrata e a fraseologia figurativa." Robert Shelton citou "Visions of Johanna" como uma das principais obras de Dylan. Escreveu que a técnica de liberar "imagens deslizantes" evoca "uma mente flutuando a jusante"; essas "visões não sequenciais" são o registro de uma consciência fraturada. Shelton argumenta que a música explora uma busca sem esperança para alcançar um ideal, as visões de Johanna, e ainda sem essa busca, a vida se torna sem sentido. Ele sugere que o mesmo paradoxo é explorado por John Keats em sua "Ode on a Grecian Urn".
Mike Marqusee situa a música em Nova Iorque, "uma paisagem urbana cintilante, fantasmagórica". Dylan descreve-se encalhado numa névoa de desapego que provê um refúgio e, ao mesmo tempo, sofre com uma clareza penetrante: uma resposta não mediada que é "muito concisa e muito clara". Para o crítico, o cantor descreve sua situação, suspensa entre liberdade e escravidão, mas com fome de uma experiência autêntica. Johanna e Louise são objetos de desejo e anseio. "É a sua elusividade e irrealidade que é o ponto."
O guitarrista e crítico Bill Janovitz também enfatiza a qualidade urbana e irreal de "Visions of Johanna", chamando-a de um épico alastrando. "A viagem leva Dylan pelos sótãos, o trem D, um museu, lotes vazios, e através de trechos de conversas ouvidas, bem como uma discussão com algum 'garotinho perdido', que 'se leva tão a sério', e quem é 'tão inútil/murmurando comentários sem importância'." Para Janovitz, isso "poderia ser um furto num crítico".
O crítico literário Christopher Ricks, em seu estudo da obra de Dylan, aponta o efeito emocional dessas mesmas linhas:

| He’s sure got a lotta gall to be so useless and all Muttering small talk at the wall while I’m in the hall | Ele certamente tem muito atrevimento para ser tão inútil Murmurando comentários sem importância do lado de fora enquanto eu já estou dentro da sala |  |

Ricks escreveu que a frase "and all" (e tudo) transforma um sentimento de desamparo num senso de "agressão e raiva confusa".
Tentando desvendar o mistério da música, Greil Marcus escreveu que ela está relacionada a questões internas, e não externas: "Verso por verso, 'Blowin' in the Wind' é piedosa, ou falsamente inocente — não é óbvio que quem escreveu 'Sim, e quantos mares uma pomba branca precisará sobrevoar/ Até que ela possa dormir na areia?' já sabe a resposta, assumindo que ele, ou alguém, pode realmente se importar com uma questão tão preciosa? Mas 'Visions of Johanna' está fazendo tipos diferentes de perguntas, tais como: Onde você está? Quem é Você? O que você está fazendo aqui?" Evocando o meio urbano drogado da música, ele escreveu sobre "Pessoas vagando de um canto a outro, dopadas, bêbadas, meio acordadas-dormindo, nenhum momento para a próxima respiração, quanto mais o próximo passo." Para Marcus, "'Visions of Johanna' faz uma narrativa exclusivamente fora da atmosfera."

## Legado
A música foi descrita por vários críticos como uma obra-prima. Em 2004, a revista Rolling Stone colocou a música no número 404 da lista das 500 Melhores Canções de Todos os Tempos, comentando que o músico "nunca parecia tão solitário do que nesta balada de sete minutos, cortada em uma única tomada no Dia dos Namorados de 1966." (Quando a Rolling Stone atualizou sua lista em 2010, a música caiu para o número 413.) Em 1999, o poeta britânico Andrew Motion a escolheu como sua candidata à melhor letra de música já escrita. Elogiou a "concentração e surpresa" das letras de Dylan e disse que, embora ele se distanciasse de algumas das opiniões do cantor sobre as mulheres, o "tom de sua raiva" fazia parte de sua grandeza. Em 2017, o International Observer nomeou a música como a segunda melhor já gravada, afirmando que o "Dylan, de 24 anos, estava começando a perceber que, não importa quantas músicas perfeitas ele escrevesse, não conseguiria a imortalidade por sua arte, como ele talvez acreditasse, porque mesmo que as pessoas continuassem ouvindo a música em 500 anos, ainda estaria morto." Em uma entrevista ao The Independent em 1992, o músico cult britânico Robyn Hitchcock descreveu a música dizendo que "é praticamente a razão de eu ser cantor." Comentando a música em uma entrevista de 1985, Dylan disse: "Eu ainda canto essa música de vez em quando. Ela ainda se destaca agora, como talvez até antes, talvez ainda mais de uma maneira estranha."

## Versões cover

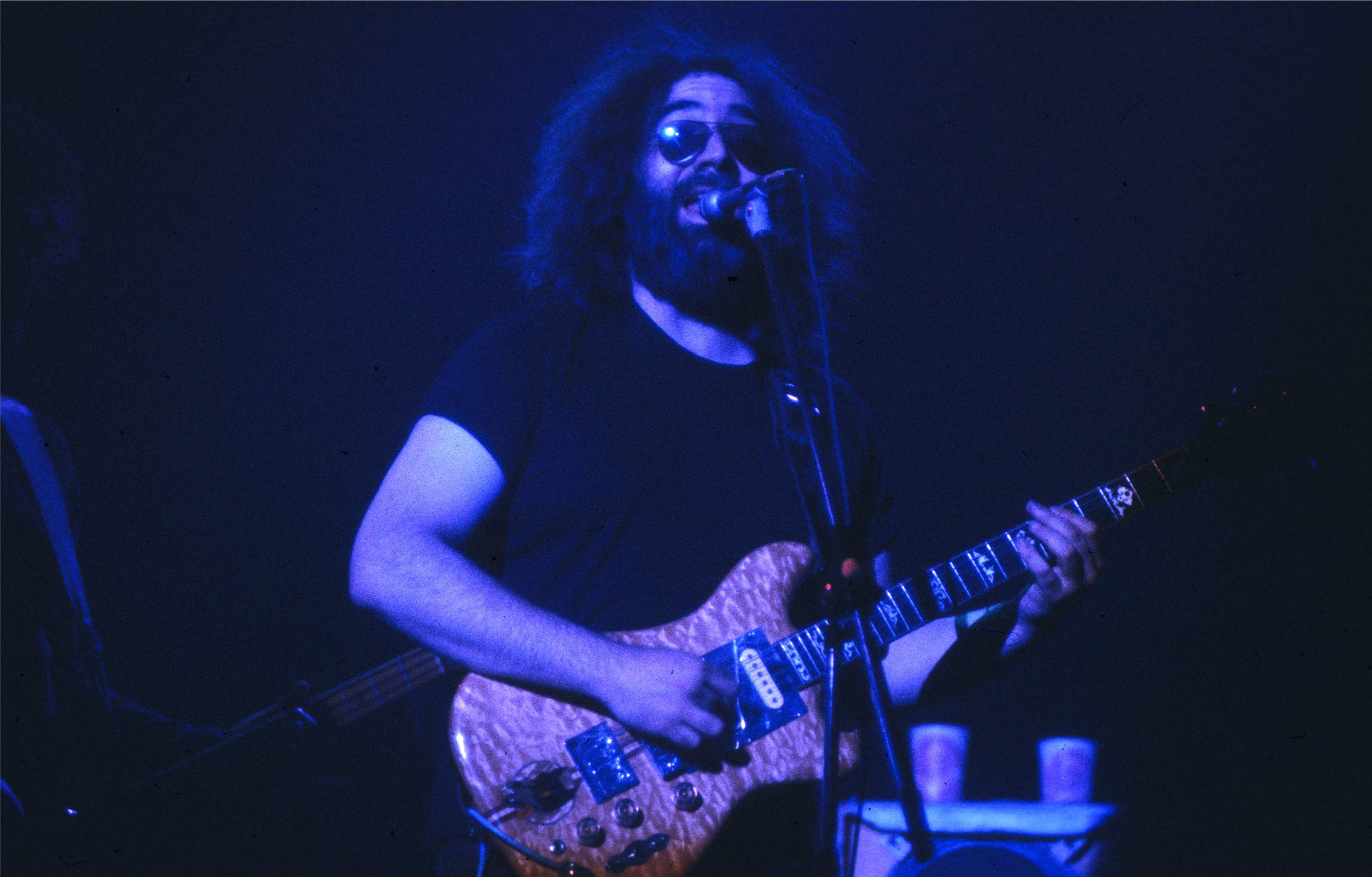
Jerry Garcia gravou "Visions of Johanna" tanto como artista solo quanto como membro do Grateful Dead

O Grateful Dead tocou "Visions of Johanna" em concerto várias vezes entre 1986 e 1995, e eles e Jerry Garcia cantando solo lançaram uma versão ao vivo em disco. Há também uma versão de 16 minutos da música no All Good Things Redux, de Jerry Garcia, um CD bônus fornecido com o conjunto de caixas All Good Things de suas gravações em estúdio.
Outros artistas que regravaram a música incluem Marianne Faithfull, Robyn Hitchcock, Lee Ranaldo, Chris Smither, ex-guitarrista do Flamin' Groovies, Chris Wilson, Julie Felix, Maggie Holland e o Old Crow Medicine Show. O trio de jazz Jewels and Binoculars, que se autodenomina após uma frase de "Visions of Johanna", gravou um tratamento instrumental da música em seu álbum The Music of Bob Dylan. As versões em língua estrangeira da canção incluem uma gravação de Jan Erik Vold, Kåre Virud e Telemark Blueslag em norueguês, a versão de Gerard Quintana e Jordi Batiste em catalão, Steffen Brandt em dinamarquês e Ernst Jansz em holandês.